# Josip Juraj Strossmayer Universiteit van Osijek
De Josip Juraj Strossmayer Universiteit van Osijek (Spaans: Sveučilište Josipa Jurja Strossmayera u Osijeku) is een publieke onderzoeksuniversiteit, gevestigd in Osijek, Kroatië. De geschiedenis van de universiteit gaat terug tot 1707, toen de hogere theologische school tudium Philosophicum Essekini werd opgericht. In 1975 verkreeg zij de status van volwaardig universiteit en in 1990 nam zij de naam aan van de Roemeense Rooms-Katholieke bisschop Josip Juraj Strossmayer. Het is de meest presitgieuze universiteit van Slavonië en een van de meest prestigieuze in heel Kroatië.
In de QS World University Rankings van 2020 staat de Josip Juraj Strossmayer Universiteit van Osijek op een 201-210ste plaats in de EECA (Oost-Europa en Centraal-Azië) ranglijst, waarmee het de 4e Kroatische universiteit op de lijst is.